# ISO 3166-2:TT
ISO 3166-2:TT – kody ISO 3166-2 dla podjednostek administracyjnych Trynidadu i Tobago.
Kody ISO 3166-2 to część standardu ISO 3166 publikowanego przez Międzynarodową Organizację Normalizacyjną. Kody te są przypisywane głównym jednostkom podziału administracyjnego, takim jak np. województwa czy stany, każdego kraju posiadającego kod w standardzie ISO 3166-1. 
Aktualnie (2020) dla Trynidadu i Tobago zdefiniowano kody dla 9 regionów, 3 gminy, 2 miasta, and 1 obwód.
Pierwsza część oznaczenia to kod Trynidadu i Tobago zgodnie z ISO 3166-1, natomiast druga część oznaczenia znajdująca się po myślniku to trzyliterowy kod jednostki administracyjnej. 

## Kody ISO
| Kod ISO | Nazwa jednostki administracyjnej | Rodzaj jednostki administracyjnej |
| ------- | -------------------------------- | --------------------------------- |
| TT-ARI  | Arima                            | gmina                             |
| TT-CHA  | Chaguanas                        | gmina                             |
| TT-CTT  | Couva-Tabaquite-Talparo          | region                            |
| TT-DMN  | Diego Martin                     | region                            |
| TT-MRC  | Rio Claro-Mayaro                 | region                            |
| TT-PED  | Penal-Debe                       | region                            |
| TT-POS  | Port-of-Spain                    | miasto                            |
| TT-PRT  | Princes Town                     | region                            |
| TT-PTF  | Point Fortin                     | gmina                             |
| TT-SFO  | San Fernando                     | miasto                            |
| TT-SGE  | Sangre Grande                    | region                            |
| TT-SIP  | Siparia                          | region                            |
| TT-SJL  | San Juan-Laventille              | region                            |
| TT-TOB  | Tobago                           | obwód                             |
| TT-TUP  | Tunapuna-Piarco                  | region                            |